# Paul de Chastonay
Pour les articles homonymes, voir de Chastonay.
Paul de Chastonay, né le 13 septembre 1870 à Sierre, en Valais (Suisse), et décédé le 5 novembre 1943 à Sonvico, est un prêtre jésuite suisse, guide spirituel, aumônier universitaire et écrivain.

## Biographie

### Jeunesse et formation
Issu d’une ancienne famille aristocratique de Suisse, Paul de Chastonay est né le 13 septembre 1870 à Sierre. Son père, Victor de Chastonay, est notamment conseiller national. Il fait sa scolarité au lycée de Fribourg et chez les bénédictins d’Einsiedeln. Ensuite il entame des études de droit qu’il interrompt pour entrer dans la province allemande des Jésuites, alors en exil aux Pays-Bas. Le 10 octobre 1891. Chastonay fait son noviciat à Blijenbeek (Pays-Bas) sous la direction du père Moritz Meschler qui a une grande influence sur lui. Le noviciat terminé il continue avec la philosophie (1893-1896) à Blijenbeek et Valkenburg (Fauquemont), enseigne cinq ans (1896-1901) au collège de Feldkirch en Suisse et revient à Valkenburg (1901-1905), aux Pays-Bas, pour la théologie durant laquelle il est ordonné prêtre (28 août 1904).

### Pastorale universitaire à Zurich
À 37 ans il est nommé recteur et maitre des novices à Feldkirch (1907-1912) puis à Zurich (1912-1913), et vice-provincial. Chastonay est ensuite envoyé comme recteur du scolasticat de Valkenburg qu’il dirige durant la Première Guerre mondiale (1915-1918). Il se retrouve ensuite à Zurich, ville universitaire et de grandes écoles où les étudiants et professionnels catholiques sont en nombre grandissant. Il est engagé dans la pastorale universitaire. Il est discret quant à son identité, la Constitution suisse interdisant en principe la présence de jésuites dans le pays. 
Connu comme ‘professeur’ il donne des cours dans les écoles supérieures, des conférences et sermons à la radio, collabore avec la presse catholique et dirige des groupes d’étudiants et professionnels qui font les Exercices spirituels de Saint Ignace. Grâce à lui les catholiques gagnent en prestige et obtiennent progressivement droit de cité à Zurich, une ville de tradition fortement protestante. Son influence obtient que d’éminents intellectuels catholiques soient invités comme conférenciers à l’université, parmi eux le philosophe jésuite Erich Przywara, ce qui causa de l’irritation et quelques controverses. 
Pour les professionnels catholiques il crée le club ‘Felix’ qui a son siège propre. Il relance ‘Schweizer Rundschau’, une revue culturelle des catholiques suisses, et soutient l’Apologetisches Institut, qui plus tard donnera une impulsion à la vie religieuse des catholiques suisses avec des revues comme Orientierung.

### Pastorale universitaire à Berne
En 1928, il se trouve à Berne pour y organiser la pastorale des universitaires et diplômés, ce qui fut alors son champ d’action intellectuelle et apostolique jusqu'à la fin de sa vie. Supérieur également des jésuites de Suisse de 1921 à 1936, il cède en 1931 à a un père plus jeune la responsabilité des services pastoraux universitaires et se consacre alors à l’écriture, particulièrement d’œuvres ascético-religieuses et biographies de personnalités de son canton natal, le Valais. Il meurt à Sonvico le 5 novembre 1943.

## Œuvres
- Der Katholizismus im Kulturleben der Schweiz, 1927
- Les constitutions de l'ordre des Jésuites : leur genèse, leur contenu, leur esprit, Paris, Aubier, 1941.
- Sierre et son passé
- Introibo: ein Priesterbuch : Lesungen und Erwägungen über das Missale, 1941
- Le cardinal Schiner, 1942
- Au Val d'Anniviers, 1942
- Jean Gremaud : un grand ami du Valais, 1942
- Vercorin, le vieux village, 1943
- Le Père Pierre Roh (1811-1872) : l'odyssée d'un Jésuite valaisan, 1945